# Могадор, Селеста
Элизабет-Селеста Венар, графиня де Шабрилан или Селеста Могадор (фр. Élisabeth-Céleste Vénard, épouse de Chabrillan или фр. Céleste Mogador; 27 декабря 1824, Париж — 18 февраля 1909, XVIII округ Парижа, Париж) — французская писательница, драматург, танцовщица

 и куртизанка. Как литератор известна также под псевдонимом Лионель (фр. Lyonel).

## Биография
Элизабет-Селеста Венар родилась 27 декабря 1824 года в городе Париже в семье простого рабочего. В своей автобиографии Венар пишет, что её отец умер, когда ей было шесть лет, хотя переводчик ее книги Моник Флери Нагем утверждает, что отец Селесты бросил её мать, когда она была беременна, и ушёл служить в армию. Согласно её автобиографии, она была милым ребёнком, чья мать обожала её и защищала от жестокого отчима в раннем детстве и подростковом возрасте. Ее самые ранние воспоминания связаны с тем, как ее мать сбежала от отчима, чтобы защитить свою дочь, но, по некоторым другим сведениям, мать полностью пренебрегала ею.

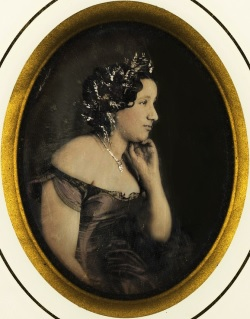
Селеста Могадор

Ещё до того, как ей исполнилось шестнадцать лет, Элизабет-Селесте пришлось сбежать из дома, когда любовник её матери, если они оставались наедине, настойчиво её домогался принуждая к близости. Она много дней ждала на дорогах возвращения матери, прежде чем её спасла проститутка, но затем её поймала полиция и отправила в исправительное учреждение по обвинению в занятии проституцией будучи несовершеннолетней, хотя это тогда ещё не соответствовало действительности. В исправительном учреждении она подружилась с другой молодой проституткой, которая позже приняла её, когда, выйдя из исправительного учреждения, Селеста, удрученная неспособностью матери бросить любовника, решила пойти в куртизанки. В итоге Венар заразилась оспой и много дней провела в больнице между жизнью и смертью, после чего решила попробовать свои силы в пении и актёрском мастерстве. При этом она хотела, чтобы её имя было удалено из реестра проституток. Сначала она столкнулась со многими отказами и продолжила свою жизнь куртизанки с помощью своих друзей и одного доктора Адольфа, которого она любила, но и Адольф в конце концов тоже разочаровал её в любви.

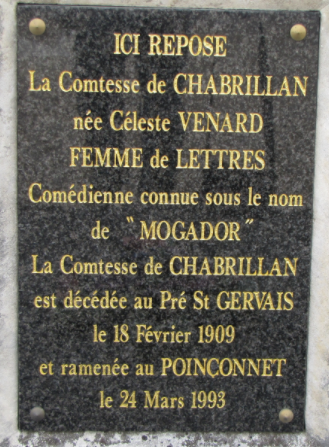
Памятная доска

Она научилась танцевать, тренируясь в танцевальном зале «Mabille» с человеком по имени Бридиди, который дал ей титул Могадор, сказав, что было бы легче защищать Могадор от соперников чем Селесту. В возрасте шестнадцати лет она начала выступать в цирке «Олимпик». Она помогла представить такие танцы, как кадриль и канкан в «Bal Mabille». Ей приписывают то, что она первой станцевала шоттише. Она также пела в кабаре, исполняя песни Себастьяна Ирадьера. Существует предположение, что персонаж цыганки Кармен в одноименной опере французского композитора Жоржа Бизе мог быть основан на Селесте Могадор.
В 1854 году она вышла замуж за корреспондента газеты «La Presse» Поля Жослена Лайонела Гигеса де Моретон, графа Шабрилана (см. в Викиданных: Paul Josselin Lionel Guigues de Moreton de Chabrillan), который на страницах «ЭСБЕ» назван «прожигателем жизни». Он был назначен консулом Франции в Мельбурне (Австралия), где и умер в 1858 году.

## Литературная и театральная деятельность
В 1854 году она опубликовала мемуары «Adieu au monde, Mémoires de Céleste Mogador». Ее адвокат Демарест убедил ее написать историю о том, как она выбралась из бедности, чтобы подняться на вершину светского общества. Эти мемуары вызвали скандал как в Европе, так и в Австралии, куда куртизанка, ставшая графиней, только что переехала со своим новым мужем. Несмотря на то, что её новое сообщество подвергло её остракизму, она использовала эти два года, чтобы работать над своим письмом и делать заметки о своей новой жизни в дневнике. В 1877 году она опубликовала его как «Un deuil au bout du monde», и в нём описывается её жизнь в Австралии. Могадор была весьма разочарована тем, что не смогла найти издателя для «Les Deux Noms», своего третьего сборника мемуаров. Несмотря на то, что они были утеряны на много лет, Яна Верховен нашла их во Франции и с помощью Алана Уилли и Жанны Аллен перевела и прокомментировала их.

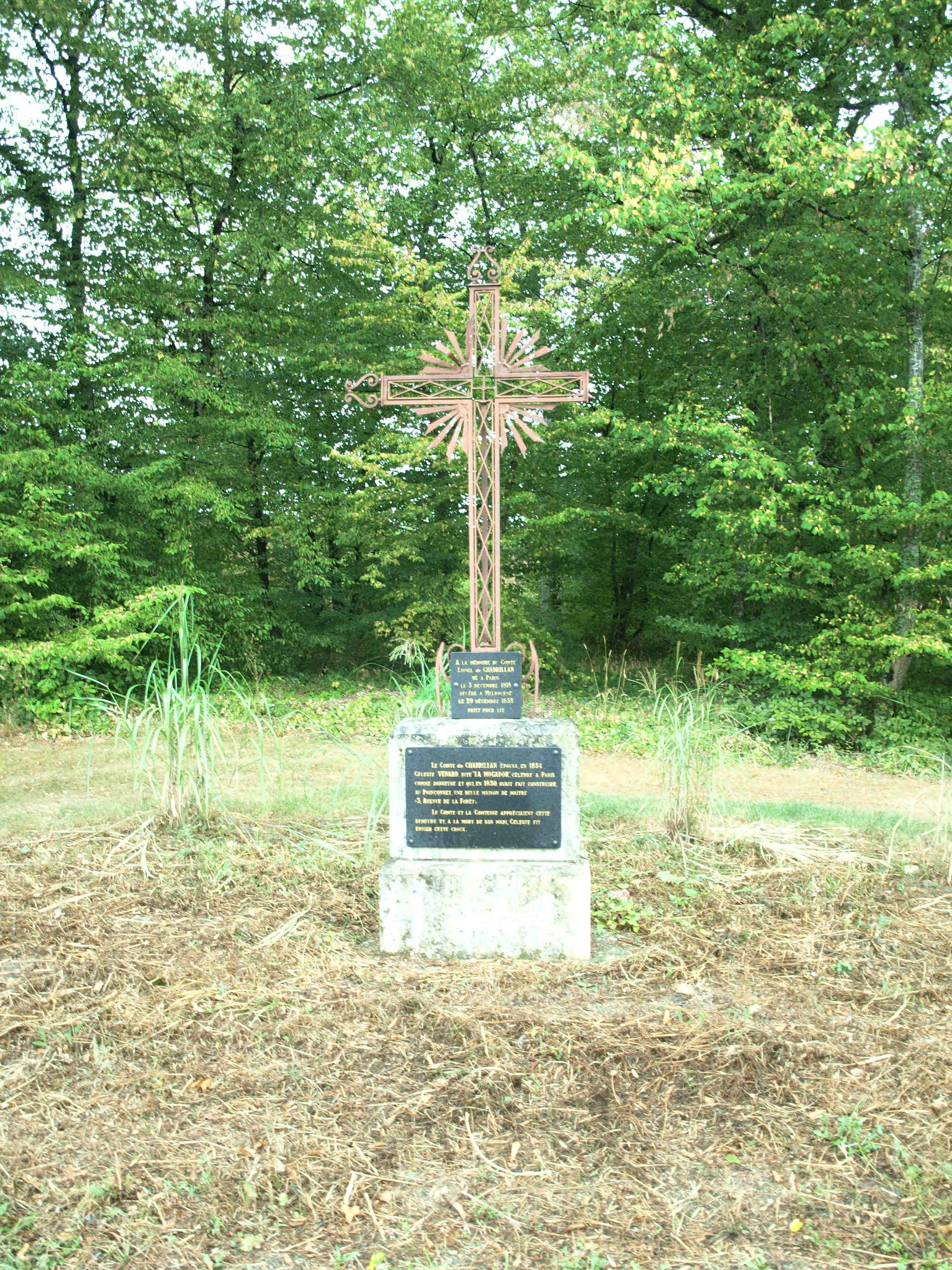
Могила Селесты Могадор

Цензурное преследование мемуаров (записки графини, изданные в 1854 году, навлекли на себя преследование прокуратуры и были изъяты из обращения; такой же судьбе подверглось и второе издание в 1858 году), а равно вступление в брак с графом обеспечили ей дальнейший литературный успех в качестве романистки благодаря эффекту Стрейзанд. Так как перед ней оказались заперты все мельбурнские салоны, то в 1856 году она вернулась одна в Париж и серьезно принялась за самообразование, которого и достигла, выработав себе и литературный язык и слог.
Вскоре Селеста Могадор стала директором театральной труппы Фоли-Мариньи. Она также написала ряд пьес, в том числе «Les voleurs d’or», «Les Crimes de la mer», «Les Revers de l’Amour», «L’Américaine» и «Pierre Pascal». Её друг Дюма-отец помог ей отредактировать сценическую версию её бестселлера «Золотая воля» (1857). Её роман «Сафо» (1858) — единственное художественное произведение графини, посвященное несправедливости, от которой страдали полусветские граждане. В романе Мари Лоран соблазняют, а затем бросают. После попытки самоубийства она снова появляется как Ла Сафо в лондонском полусвете и жаждет мести. Кэрол Моссман называет роман «фантазией о мести», которая позволяет де Шабрилан пережить унижения, которым она подвергалась будучи проституткой.
Согласно обзору ее третьего сборника мемуаров, овдовевшая графиня столкнулась с многочисленными трудностями: «Были влиятельные люди, которые пытались сломить дух Селесты, не заботясь об ужасных финансовых последствиях своих действий». В её мемуарах болезненно задокументировано, что ей отказали в пенсии вдовы, несмотря на то, что её муж работал важным государственным служащим. Они также рассказывают, как семья Шабрилан пыталась помешать ей издавать книги, ставить пьесы и управлять собственным театром. Обычно ей удавалось преодолевать такие препятствия, но несколько раз она так тяжело трудилась, что оказывалась в больнице.
В конечном итоге антреприза оказалась неудачной и в 1864 году графиня обанкротилась. Из многочисленных её пьес некоторые не без успеха шли и на больших парижских сценах.
Хотя Могадор подчеркивает препятствия, с которыми она столкнулась, пытаясь проявить себя перед другими, она также свидетельствует о борьбе женщины-самоучки за достижение грамотности и улучшение своего социального положения во Франции девятнадцатого века. Писательство поддержит её в самые мрачные часы тех пятидесяти лет, что она прожила без своего спутника. Селеста Могадор очень гордилась двенадцатью романами, тридцатью пьесами и опереттами, а также дюжиной стихов и патриотической лирики, которые она написала, они никогда не приносили ей стабильного дохода, и она порой испытывала значительные финансовые трудности. Будучи богата идеями Селеста однако хвастается:

«Если мои многочисленные произведения не выдаются своим литературным блеском, то они выдаются по крайней мере своим количеством. Я никогда никому не подражала и никогда не заимствовала у других писателей. То что я написала — это действительно моё».

Вероятно, зная о критиках, которые сомневались в том, что куртизанки действительно могут писать, и, безусловно, возмущенная тенденцией писателей-мужчин «убивать» куртизанок в конце своих романов и пьес, Селеста с гордостью рассказала о своей жизни вне проституции и в конечном итоге была признана как писательница. Как она отмечает в последней строке своих воспоминаний, самой большой радостью для неё была память о «моих прославленных защитниках из Товарищества авторов сцены, которые приняли меня как свою и дали мне пожизненную пенсию».
Моссман отмечает уважение, которое снискали сочинения С. Могадор:

«Если публикация ее мемуаров в 1854—1858 годах потрясла читающую публику, мужская половина которой, во всяком случае, безнаказанно участвовала в той самой жизни, которую она описывает, то затем следом последуют знаменитые женщины: великая французская танцовщица, писательница и куртизанка, одна из парижских звёзд Прекрасной эпохи Лиана де Пуги написала свои „Синие тетради“ с 1919 по 1937 год; мемуары английской актрисы, оперной певицы, куртизанки и дамы парижского полусвета Коры Перл появились в 1886 году, а увлекательная, но вычеркнутая „Ма двойная соперница“ Сары Бернар была написана со значительной ретроспективной дистанцией в 1907 году».

«Эволюция французского романа о куртизанках» также утверждает, что сочинения графини де Шабрилан вдохновили других куртизанок протестовать против своего отчуждения в своих автобиографических произведениях:

«Луиза де ла Бинь взялась за перо, чтобы писать куртизанские романы примерно 20 лет спустя. Она переименовала себя в Вальтесс де ла Бинь, пользовалась большой известностью в Париже 1870-х годов и взяла псевдоним Эго, когда опубликовала Изола».

Роман де ла Бинь, в свою очередь, вдохновил Лиану де Пужи на написание четырех романов о куртизанках в Париже в конце XIX века.

## Общественная деятельность
Щедрая и патриотичная Селеста Могадор, во время франко-прусской войны ухаживала как волонтёр за ранеными солдатами. Она открыла свой дом для детей, осиротевших во время войны, чем заслужила уважение в обществе.
Элизабет-Селеста Венар, графиня де Шабрилан скончалась 18 февраля 1909 года в XVIII округе Парижа и была похоронена на Cimetière communal du Pré-Saint-Gervais откуда в 1993 году её тело было перенесено в Ле-Пуэнсоне.